# Obwodnica Bielawy

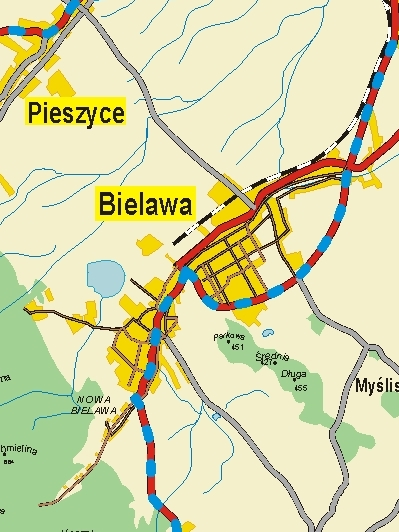
Przebieg Obwodnicy Bielawy

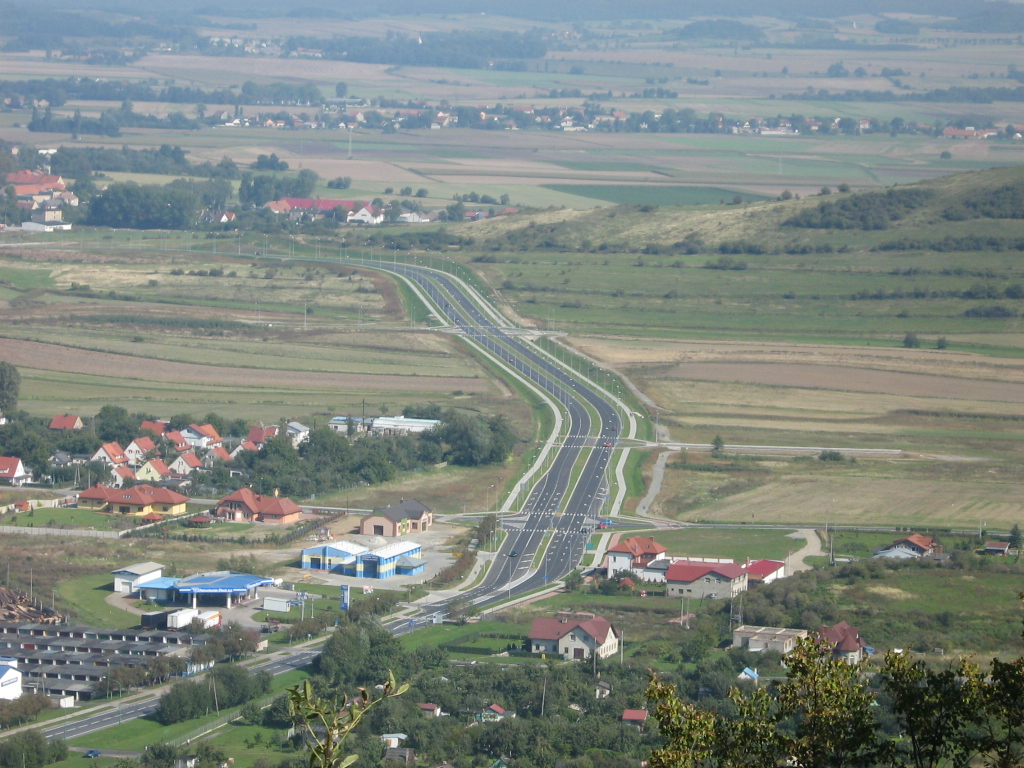
Obwodnica w Bielawie i tereny dla inwestorów, widok z Góry Parkowej

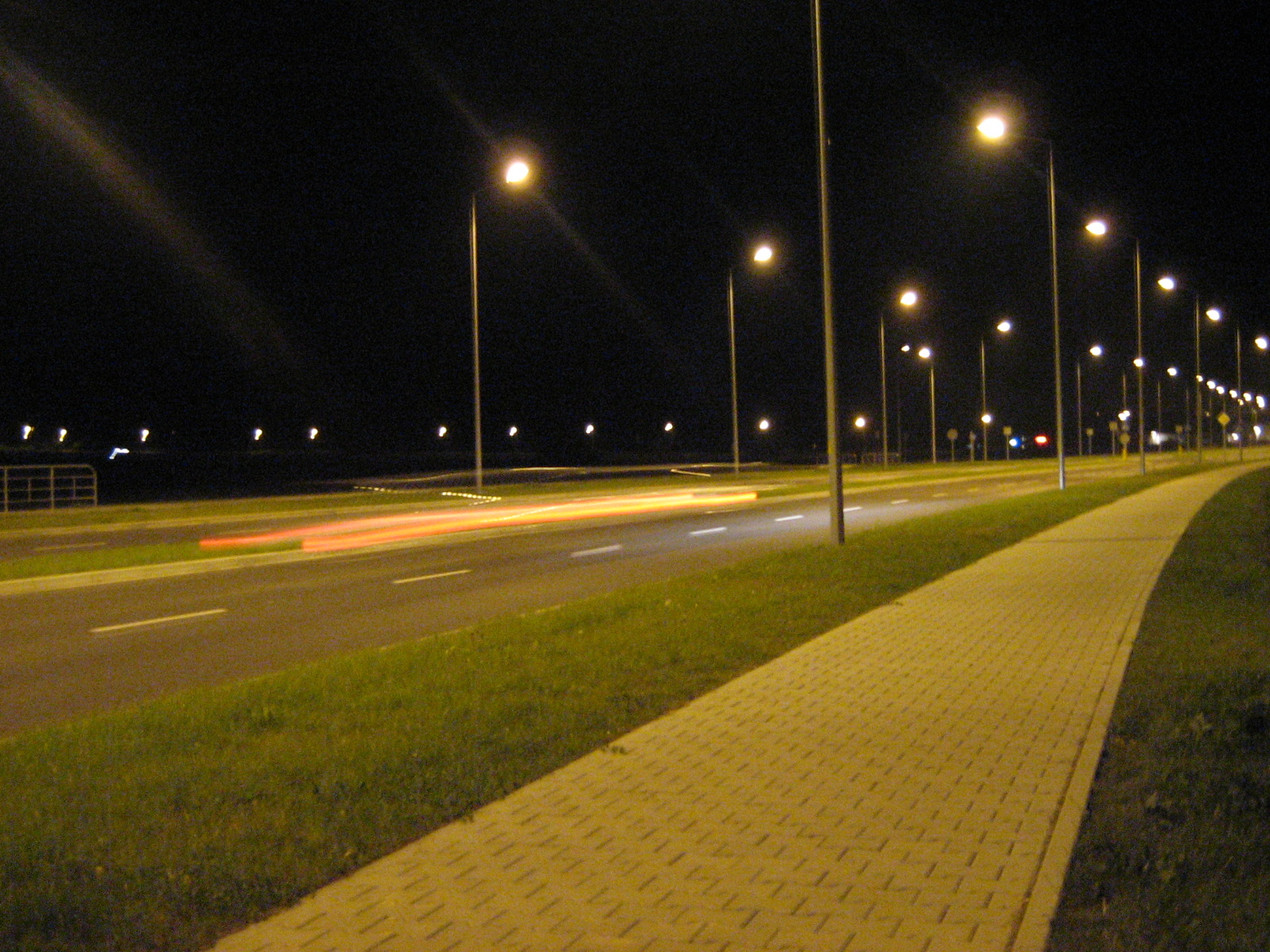
Obwodnica w Bielawie nocą

Obwodnica Bielawy, także Obwodnica Bielawska – obwodnica mająca strategiczne znaczenie dla miasta, ponieważ została zbudowana nie tylko by poprawić infrastrukturę drogową, ale przede wszystkim żeby przyciągnąć do Bielawy nowych inwestorów. W jej sąsiedztwie zlokalizowane są działki dla małych i średnich przedsiębiorstw, które dzięki pełnemu uzbrojeniu w media są atrakcyjnym terenem dla biznesu. Do zagospodarowania przewiduje się około 65 ha. uzbrojonych działek inwestycyjnych. Cała obwodnica kosztowała około 6 milionów złotych, z czego połowę sfinansowała Unia Europejska
Planowane jest także przedłużenie Obwodnicy Bielawy. W pierwszym kwartale 2020 roku odbył się przetarg na wykonawcę tego przedsięwzięcia, w którym najkorzystniejszą cenę dała firma Biuro Projektów A-PROPOL pochodząca z Gliwic. Pracę będą kosztowały 148.215 złotych i powinny się zakończyć w pierwszym półroczu 2021 roku.
Cała bielawska obwodnica – ul. Sikorskiego i jej druga część – al. św. Jana Pawła II - pozwala o wiele szybciej dostać się do największego osiedla w Bielawie (XXV-lecia) i ominąć rejon o znacznym natężeniu ruchu w mieście. Wzdłuż całej obwodnicy przebiega droga dla rowerów. Długość obwodnicy wynosi ponad 4 kilometry. Przy obwodnicy znajduje się stacja paliwowa koncernu PKN Orlen z parkingiem dla tirów, okręgowa stacja kontroli pojazdów wraz z myjnią samochodową, mechanika samochodowa oraz inne mniejsze firmy. W pobliżu obwodnicy mieści się jeden z największych producentów spawarek Lincoln Electric Bester, firma produkcyjno - handlowa M.Z. TRONIC, Pływalnia „AQUARIUS” oraz supermarkety: Intermarche i Biedronka.
Jest drogą o szczególnych walorach widokowych - widać z niej m.in. Łysą Górę, Górę Parkową oraz panoramę Gór Sowich.

## Bielawski Park przemysłowy
Władze Bielawy utworzyły Bielawski park przemysłowo-technologiczny. Miasto na lokalizację parku wyznaczyło tereny znajdujące się wewnątrz nowej obwodnicy bielawskiej. Na jego terenie, na 24 hektarach, mają powstać zakłady przemysłowe, a pod działalność usługową zarezerwowano kolejnych 10 hektarów. W ramach parku powstał dwupiętrowy Bielawski Inkubator Przedsiębiorczości, który funkcjonuje przy ulicy Wolności, w dawnym budynku zakładów firmy Bieltex.